# Florencia Romano
Florencia Romano (San Miguel de Tucumán, 1970. október 26. –) argentin nemzetközi női labdarúgó-játékvezető, építész.

## Pályafutása

### Nemzeti játékvezetés
A játékvezetői vizsgát 1992-ben tette le, majd a Football League Tucumana, később a League of South Regionális Labdarúgó bajnokságaiban végezte szolgálatát. Főiskolai tanulmányainak folytatására 1994-től a Buenos Airesbe költözött, ahol a területi labdarúgó bajnokságokban tevékenykedett. 1996-ban az Argentin Labdarúgó-szövetség (AFA) elutasította a női játékvezetők foglalkoztatását, ezért nyilvánosan éhségsztrájkot (négy órán keresztül) kezdeményezett. 1996 -1997 között a női játékvezetők foglalkoztatása érdekében a kérdéssel foglalkozott az Emberi Jogok Bizottsága, valamint az Argentin Kongresszus is. Nemzeti labdarúgó-szövetségének megfelelő játékvezető bizottsága minősítése alapján 1998-tól a Primera División játékvezetője. Az első nő, aki 27 évesen a Primera División bajnokságában mérkőzést vezethetett. Foglalkoztatásának további eredményeként megalakult a női játékvezetők bizottsága, további nők (a második Salomé di Iorio) került a bírói keretbe. A küldési gyakorlat szerint rendszeres 4. bírói szolgálatot is végzett. Az amatőr Ligákban több mint 450 mérkőzést vezetett.

### Nemzetközi játékvezetés
Az Argentin labdarúgó-szövetség (AFA) Játékvezető Bizottsága (JB) terjesztette fel nemzetközi játékvezetőnek, a Nemzetközi Labdarúgó-szövetség (FIFA) 2001-től tartja nyilván bírói keretében. A FIFA JB központi nyelvei közül a spanyolt és az angolt beszéli. Több nemzetek közötti válogatott és klubmérkőzést vezetett, vagy működő társának 4. bíróként segített.

#### Női labdarúgó-világbajnokság
A világbajnoki döntőkhöz vezető úton az Egyesült Államok rendezte a 4., a 2003-as női labdarúgó-világbajnokságot,  a FIFA JB játékvezetőként alkalmazta. 
Világbajnokságon vezetett mérkőzéseinek száma: 2.

##### 2003-as női labdarúgó-világbajnokság

###### Világbajnoki mérkőzés
| Időpont              | Helyszín                              | Mérkőzés típusa              | Mérkőzés                 | Eredmény | Nézők száma |
| -------------------- | ------------------------------------- | ---------------------------- | ------------------------ | -------- | ----------- |
| 2003. szeptember 26. | Lincoln Financial Field, Philadelphia | csoportmérkőzés (A. csoport) | Egyesült Államok–Nigéria | 5 – 0    | 31 553      |
| 2003. szeptember 28. | PGE Park Stadion, Portland            | csoportmérkőzés (D. csoport) | Kína–Oroszország         | 1 – 0    | 19 132      |